# Pseudostegana nitidiventris
Pseudostegana nitidiventris är en tvåvingeart som beskrevs av Chen och Masanori Joseph Toda 2005. Pseudostegana nitidiventris ingår i släktet Pseudostegana och familjen daggflugor. Inga underarter finns listade i Catalogue of Life.